# Thrips candidus
Thrips candidus (лат.) — вид трипсов рода Thrips из семейства Thripidae (Thysanoptera).

## Распространение
Афротропика: остров Реюньон.

## Описание
Мелкие насекомые (длина около 1—2 мм) с четырьмя бахромчатыми крыльями. От близких видов отличаются следующими признаками: тело и ноги жёлтые, усиковые сегменты IV—VII коричневые, передние крылья бледные. Антенны 7-сегментные. Оцеллярные волоски III мелкие, находятся внутри передних краёв глазничного треугольника. Метанотум с продольной сетчатостью медиально, срединные волоски удалены от переднего края; кампаниформные сенсиллы присутствуют.
Тергит VIII с гребнем длинных тонких микротрихий; стерниты III—VII с 3—8 дискальными волосками.